# Andrzej Komorowski
Andrzej Komorowski (ur. 19 października 1975 w Łomży) – polski duchowny rzymskokatolicki, przełożony generalny Bractwa Kapłańskiego św. Piotra (FSSP).

## Życiorys
Członek korporacji akademickiej Lechia. Absolwent ekonomii na Akademii Ekonomicznej w Poznaniu oraz wyższego seminarium duchownego FSSP w Opfenbach. 10 czerwca 2006 roku w kościele Matki Bożej Zwycięskiej w Wigratzbad przyjął sakrament święceń z rąk kardynała Jorge Medina Estéveza. Pracował duszpastersko w klasycznym rycie rzymskim na terenie Polski, Belgii i Holandii. Od 2012 roku był asystentem przełożonego generalnego FSSP i ekonomem generalnym FSSP. Od tego czasu przebywa na stałe w Szwajcarii. 
9 lipca 2018 roku podczas obrad Kapituły Generalnej FSSP w Denton został wybrany przełożonym generalnym Bractwa Kapłańskiego św. Piotra. Urząd ten pełnił do 9 lipca  2024 roku. 